# Paramount at Buckhead
Paramount at Buckhead (zkráceně The Paramount) je mrakodrap v Atlantě. Má 39 podlaží a výšku 145,7 metrů. Je to nejvyšší budova komplexu Alliance Center. Výstavba probíhala v letech 2002 – 2004. V budově se nachází převážně bytové prostory.